# Chocóullkrage
Chocóullkrage (Pseudocolaptes johnsoni) är en fågel i familjen ugnfåglar inom ordningen tättingar.

## Utbredning och systematik
Arten förekommer i Colombia och Ecuador. Den betraktades tidigare ofta som en underart till bandvingad ullkrage (P. lawrencii).

## Status
Arten har ett stort utbredningsområde och beståndet anses vara stabilt. Internationella naturvårdsunionen IUCN listar den därför som livskraftig (LC).

## Namn
Chocó är ett område i nordvästra Colombia tillika ett departement.